# C.A. Qvade
Carl Anton Qvade (født 1. december 1818 på Bådesgård, død 24. juli 1900 på Holtegård) var en dansk købmand, der sammen med Sthyr & Kjær og Moses & Søn G. Melchior grundlagde Maribo Sukkerfabrik.
Qvade blev købmand i Maribo i 1843 og forhandlede både varer indenfor kolonial og manufaktur. Manufakturen blev dog opgivet i 1861, hvorefter han koncentrerede sig om korn, smør og kul. Virksomheden blev efterhånden den største af sin slags på Lolland-Falster. Fra 1867 drev han en filial i Bandholm og fra 1874 i Holeby. I 1886 var han med til at etablere Maribo Dampmølle og i 1897 Maribo Sukkerfabrik. I 1899 fusioneredes Qvades forretning med Fritz Rasmussen & Co. fra Sakskøbing og F.W. Faber i Bandholm og Holeby i A/S C.A. Qvade, Rasmussen og Faber (senere C.A. Qvade & Co.), der drev virksomheden videre efter Qvades død. Her fortsatte sønnen Carl Johannes Qvade også i virksomheden.
C.A. Qvade var fra 1864 til 1888 medlem af Maribo Byråd.
Han var ridder af Dannebrog fra 1889 og er begravet på Maribo Kirkegård.